# Custer (Dakota del Sud)
Custer és una població dels Estats Units a l'estat de Dakota del Sud. Segons el cens del 2000 tenia 1.860 habitants.

## Demografia
Segons el cens del 2000, Custer tenia 1.860 habitants, 825 habitatges, i 491 famílies. La densitat de població era de 399 habitants per km².
Dels 825 habitatges en un 27,8% hi vivien nens de menys de 18 anys, en un 48,6% hi vivien parelles casades, en un 9% dones solteres, i en un 40,4% no eren unitats familiars. En el 36,5% dels habitatges hi vivien persones soles el 16,6% de les quals corresponia a persones de 65 anys o més que vivien soles. El nombre mitjà de persones vivint en cada habitatge era de 2,17 i el nombre mitjà de persones que vivien en cada família era de 2,85.
Per edats la població es repartia de la següent manera: un 23,3% tenia menys de 18 anys, un 6,8% entre 18 i 24, un 24,6% entre 25 i 44, un 25,7% de 45 a 60 i un 19,6% 65 anys o més.
L'edat mediana era de 42 anys. Per cada 100 dones de 18 o més anys hi havia 86,6 homes.
La renda mediana per habitatge era de 31.739 $ i la renda mediana per família de 41.313 $. Els homes tenien una renda mediana de 28.942 $ mentre que les dones 19.688 $. La renda per capita de la població era de 17.216 $. Entorn del 6,7% de les famílies i l'11,3% de la població estaven per davall del llindar de pobresa.

## Poblacions més properes
El següent diagrama mostra les poblacions més properes.